# Sedina
Sedina is een geslacht van nachtvlinders uit de familie Noctuidae.

## Soorten
- Sedina buettneri (moeraszeggeboorder) (Hering, 1858)